# Phlogophora gustavssoni
Phlogophora gustavssoni là một loài bướm đêm trong họ Noctuidae.